# Timo Salminen
Timo Salminen (Helsinki, 1952. július 11. –) finn operatőr.

## Élete
Timo Salminen 1952. július 11-én született Finnországban. A "University of Cinema and Television"-ban (Helsinki) tanult 1977-től 1980-ig. Pályáját reklámkészítéssel kezdte, majd folytatódott a "Missä on Musette? / Where Is Musette?"-el (1991, Veikko Nieminen és Jarmo Vesteri). Jussi díjat nyert 1987-ben a Hamlet liikemaailmassaért, majd 1990-ben Bérgyilkost fogadtamért, Camerimage "Bronz béká"-t nyert és Jussi-díjat 2000-ben a Juha című filmjéért. Később 2002-ben Európai Film Díjat és Camerimage "Arany béká"-t, 2003-ban pedig Jussi-díjat nyert A múltnélküli ember című filmjéért.
Timo Salminen és Aki Kaurismäki szinte elválaszthatatlanok, nagyon sok filmben dolgoztak már együtt, erre néhány példa: Bűn és bűnhődés; Leningrad Cowboys menni Amerika; A gyufagyári lány; Bérgyilkost fogadtam; Bohémélet; Vigyázz a kendődre, Tatyjána!; Gomolygó felhők; A múltnélküli ember; A rendezők – Tíz perc: Trombita.

## Filmjei
- 1980 Vámmentes házasság (Duty-Free Marriage; Tullivapaa)
- 1980 Yö meren rannalla (A Night on the Shore of Sea)
- 1981 Saimaa ilmiö (The Saimaa Gesture; dokumentumfilm)
- 1981 Läpimurto (The Breakthrough, segédoperatőr)
- 1982 Arvottomat (The Worthless)
- 1983 Bűn és bűnhődés (Rikos ja rangaistus; Crime and Punishment)
- 1984 Klaani – tarina sammakoitten suvusta (The Clan; The Clan Tale of the Frogs)
- 1984 Dirty Story (Likainen tarina)
- 1984 Calamari Union
- 1985 Rosso
- 1986 Varjoja paratiisissa (Shadows in Paradise)
- 1986 Rock’y VI (8 perces)
- 1986 Tilinteko (The Final Arrangement)
- 1987 Hamlet liikemaailmassa (Hamlet goes Business)
- 1987 Thru the Wire (6 perces)
- 1988 Ariel
- 1988 Cha Cha Cha
- 1989 Leningrad Cowboys go America (Leningrad Cowboys menni Amerika)
- 1989 Paperitähti (Paper Star)
- 1989 Tulitikkutehtaan tyttö (The Match Factory Girl; A gyufagyári lány)
- 1990 Lej aldrig yrkesmoerdare i rivningskaakar! (I hired a Contract Killer; Bérgyilkost fogadtam)
- 1990 Amazon (Kincsvadászok Amazóniában)
- 1991 Those were the Days (5 perces)
- 1992 Boheemielämää (La vie de Bohème (Bohémélet)
- 1992 These Boots (These Boots Are Made for Walking)
- 1992 Tuhlaajapoika (The Prodigal Son)
- 1993 The last border – Viimeisellä rajalla (Kietlen föld)
- 1993 Miksi en puhu venajaa? (Emberek! Nem tudok oroszul. Miért?)
- 1993 Leningrad Cowboys meet Moses
- 1994 Pidä huisvista kiini, Tatjana (Take care of your Scarf, Tatiana; Vigyázz a kendőre, Tatyjána!)
- 1994 Total Balalaika Show (dokumentumfilm)
- 1994 Iron Horsemen (Bad Trip)
- 1996 Kaus pilvet karkaavat (Drifting Clouds; Gomolygó felhők)
- 1996 Välittäjä (4 perces)
- 1997 Vaiennut kylä (The Quiet Village)
- 1998 Juha
- 1999 Highway Society
- 2000 Klassikko (Classic)
- 2002 Ten Minutes Older: The Trumpet (A rendezők – Tíz perc: Trombita)
- 2002 Mies vailla menneisyyttä (The Man Without a Past; A múltnélküli ember)
- 2003 Honey Baby
- 2003 Pelikaanimies (Pelican Man)
- 2004 Visions of Europe ("Bico" részlet)

## Díjai
- 1991 Jussi Awards: Jussi – Best Cinematography (Paras kuvaus) – I Hired a Contract Killer (1990)
- 1995 Jussi Awards: Jussi – Best Cinematography (Paras kuvaus) – Pidä huivista kiinni, Tatjana (1994)
- 1999 Camerimage: Bronze Frog – Juha (1999)
- 2003 Jussi Awards: Jussi – Best Cinematography (Paras kuvaus) – Mies vailla menneisyyttä (2002)
- 2004 Camerimage: Special Award – Best Duo: Director – Cinematographer – Megosztotta Aki Kaurismäkival

### Jelölései
- 2002 Camerimage: Golden Frog – Mies vailla menneisyyttä (2002)
- 1999 Camerimage: Golden Frog – Juha (1999)
- 2002 European Film Awards: European Film Award – Best Cinematographer – Mies vailla menneisyyttä (2002)
- 2005 Jussi Awards: Jussi – Best Cinematography (Paras kuvaus) – Pelikaanimies (2004)
- 2000 Jussi Awards: Jussi – Best Cinematography (Paras kuvaus) – Juha (1999)